# Schwenckia hyssopifolia
Schwenckia hyssopifolia är en potatisväxtart som beskrevs av George Bentham. Schwenckia hyssopifolia ingår i släktet Schwenckia och familjen potatisväxter. Inga underarter finns listade i Catalogue of Life.